# Koloman Belopotoczky
Mons. dr Koloman Belopotoczky (mađ. Kalman Belopotoczky ) (Ružomberok, 6. veljače 1845. – Veliki Varadin, 15. prosinca 1914.), vojni biskup u Austro-Ugarskoj Monarhiji

## Životopis
Rođen je u Rosenbergu, današnjem Ružomberoku u Slovačkoj. Od 1890. do 1911. bio je vojni biskup u Austro-Ugarskoj. Dugo godina predavao pastoralnu i moralnu. Za svećenika se zaredio 1868. u Spišu. Bio je iznimno sposoban i ostvario je posebne zasluge. Zbog toga ga je car i kralj Franjo Josip I. imenovao ga je zajedničkim vojnim biskupom za Austro-Ugarsku. U biskupsku je službu uveden 5. listopada 1890. godine. Bio je i naslovni biskup biskupije Trikale, od 22. srpnja 1890. kad je postavljen pa sve do svoje smrti. Kad je umro zagrebački nadbiskup kardinal Josip Mihalović, 19. veljače 1891., dvor je predložio nekoliko imena za Mihalovićeva nasljednika, među njima vojnog biskupa mons. Belopotoczkoga. Nadbiskup vrhbosanski, Sluga Božji Josip Stadler je za Belopotoczkog rekao da je najveći među svim predloženicima mađarske nacionalnosti. Prvog dana lipnja 1911. povukao se s dužnosti vojnog biskupa. Belopotoczky je umro u Velikom Varadinu (Nagyvarad, Grosswardein), današnjoj Oradei u Rumunjskoj 15. prosinca 1914. godine, kao biskup emeritus.